# Marshallia angustifolia
Marshallia angustifolia là một loài thực vật có hoa trong họ Cúc. Loài này được (Michx.) Pursh mô tả khoa học đầu tiên năm 1814.